# خسرو امیرصادقی
خسرو امیرصادقی (۲۰ آذر ۱۳۲۹ – ۲۳ تیر ۱۴۰۲) بازیگر و تهیه‌کنندهٔ اهل ایران بود. او در فیلم‌های مسافران مهتاب و رانده شده و همچنین در سریال پایتخت ۵ و پایتخت ۶ نقش آفرینی داشته‌است.

## زندگی‌نامه
خسرو امیرصادقی معروف به امیرخسرو در ۲۰ آذر ۱۳۲۹ در قائم‌شهر به دنیا آمد. وی از کودکی عاشق بازیگری بود و از حدود ۱۲ سالگی بر روی صحنه تئاتر هنرنمایی می‌کرد تا وقوع انقلاب و بسته شدن تمامی تئاترها مخصوصاتئاترهای لاله زار که باعث ورود او به عرصه سینما شد.
او فعالیت سینمایی خود را بعد از انقلاب ایران با بازی در فیلم سرنوشت سازان به کارگردانی جهانگیر جهانگیری در سال ۱۳۵۷ آغاز کرد. پس از آن در فیلم‌های زیادی به‌عنوان بازیگر، تهیه‌کننده و سرمایه‌گذار، ایفای نقش نمود. فرزندان او نیز بازیگری و تهیه‌کنندگی را دنبال کرده‌اند. دومین پسر او (محمدرضا امیرصادقی) از کودکی در مسافران مهتاب در نقش مش حسین آقا وارد سینما شدو پسر اول او امیرشروین به تهیه‌کنندگی سینما مشغول هست و شیرین امیرصادقی دختر ایشان در صدا پیشگی مشغول به فعالیت می‌باشد.
خسروامیرصادقی در ۲۳ تیر ۱۴۰۲ بر اثر بیماری ریوی درگذشت. و در ۲۵ تیر در در قطعه هنرمندان بهشت زهرا تهران به خاک سپرده شد.

## فیلم‌شناسی

### بازیگر
- پایتخت ۶ (۱۳۹۹)
- پایتخت (فصل ۵) (۱۳۹۷)
- خوب بد زشت (۱۳۹۳)
- بازنشسته‌ها (۱۳۹۱)
- سالهای مشروطه (۱۳۸۸)
- بله برون(۱۳۸۲)
- سهراب(۱۳۷۸)
- عشق طاهر (۱۳۷۸)
- ساده‌لوح (۱۳۷۰)
- شتاب‌زده (۱۳۷۰)
- شقایق (۱۳۷۰)
- رانده شده (۱۳۶۸)
- بهار در پاییز (۱۳۶۶)
- محکومین (۱۳۶۶)
- مسافران مهتاب (۱۳۶۶)
- ترنج (۱۳۶۵)
- تفنگ شکسته(۱۳۶۴)
- گردباد (۱۳۶۴)
- آشیانه مهر (۱۳۶۳)
- برگ و باد (۱۳۶۳)
- حادثه (۱۳۶۳)
- سیاه راه(۱۳۶۳)
- مزدوران (۱۳۶۳)
- مشت (۱۳۶۳)
- حسام‌الدوله (بی‌خبر) (۱۳۶۳)
- بازجویی یک جنایت (۱۳۶۲)
- تفنگدار (۱۳۶۲)
- سردار جنگل (۱۳۶۲)
- ملخ زدگان (۱۳۶۲)
- میرزا کوچک خان (۱۳۶۲)
- نقطه ضعف (۱۳۶۲)
- سرنوشت سازان (۱۳۵۷)

### تهیه‌کننده
- شتابزده (۱۳۷۰)
- کلید ازدواج (۱۳۷۶)
- از صمیم قلب (۱۳۷۹)
- بله‌برون (۱۳۸۲)
- پسر تهرانی (۱۳۸۷)